# St. Petri Ketten (Hilvarenbeek)

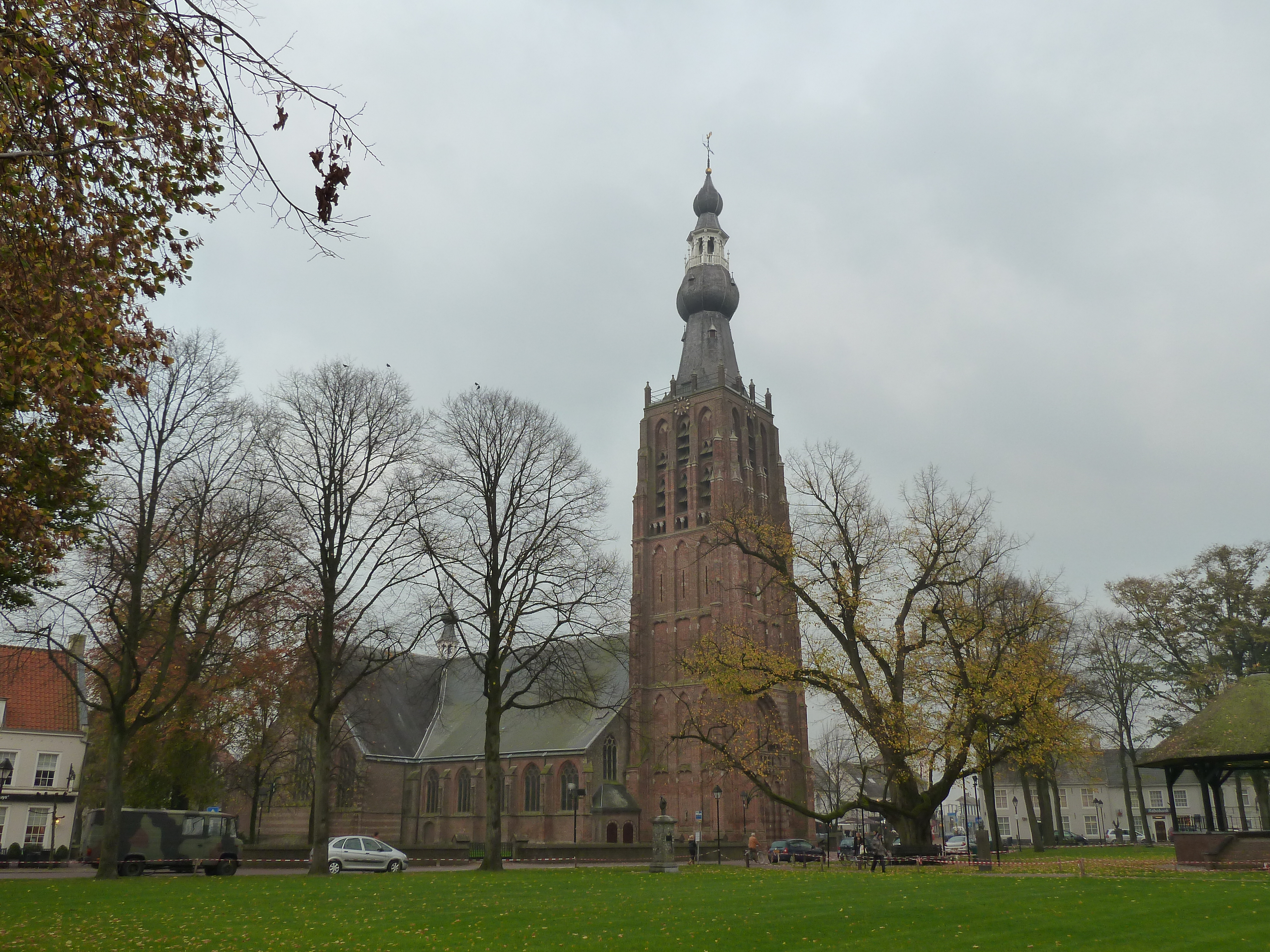
St. Petri Ketten Hilvarenbeek

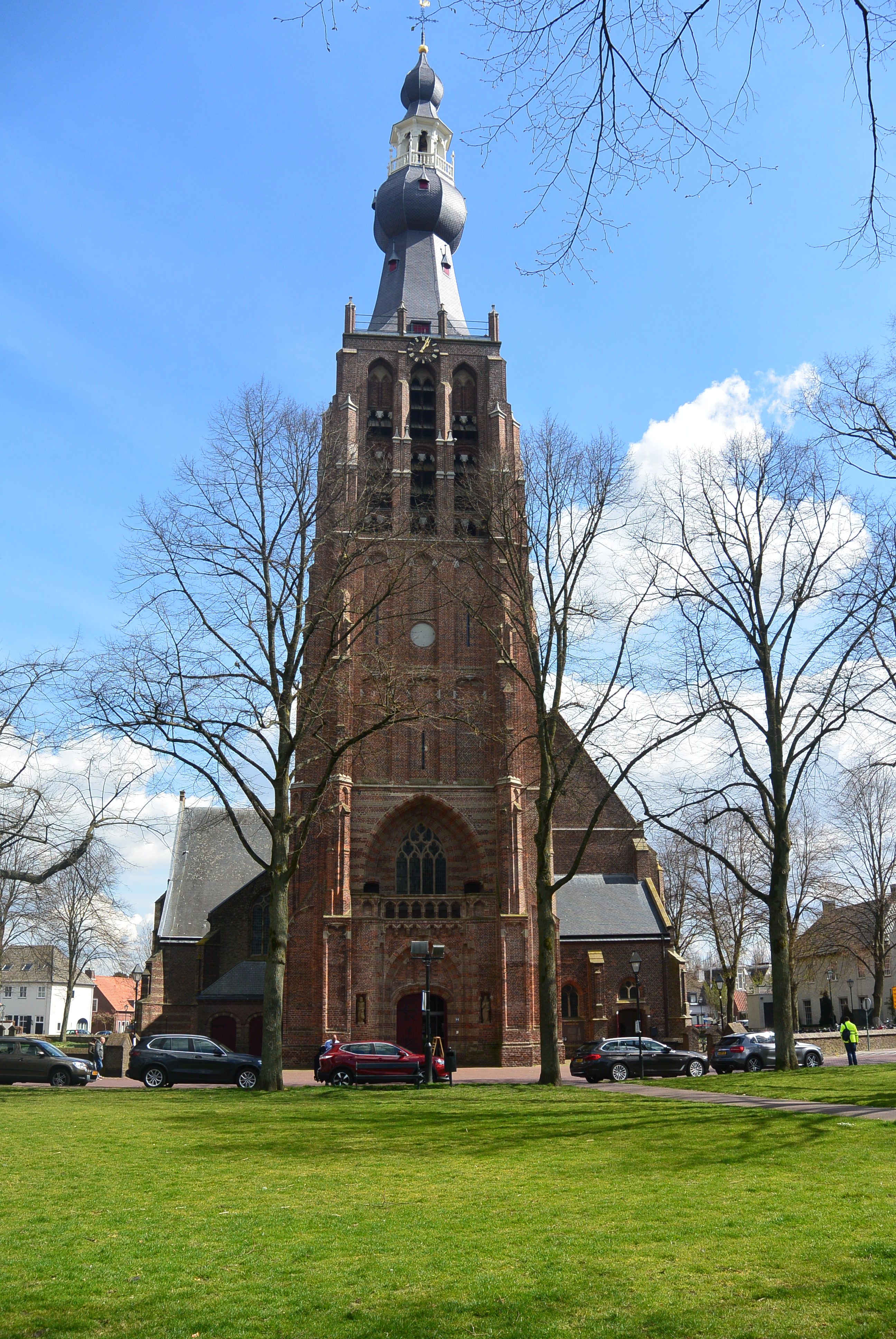
Turm

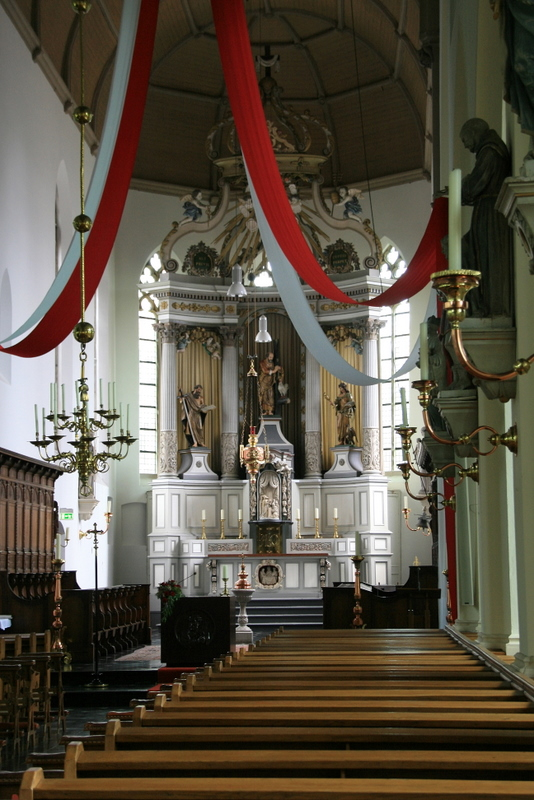
Altar

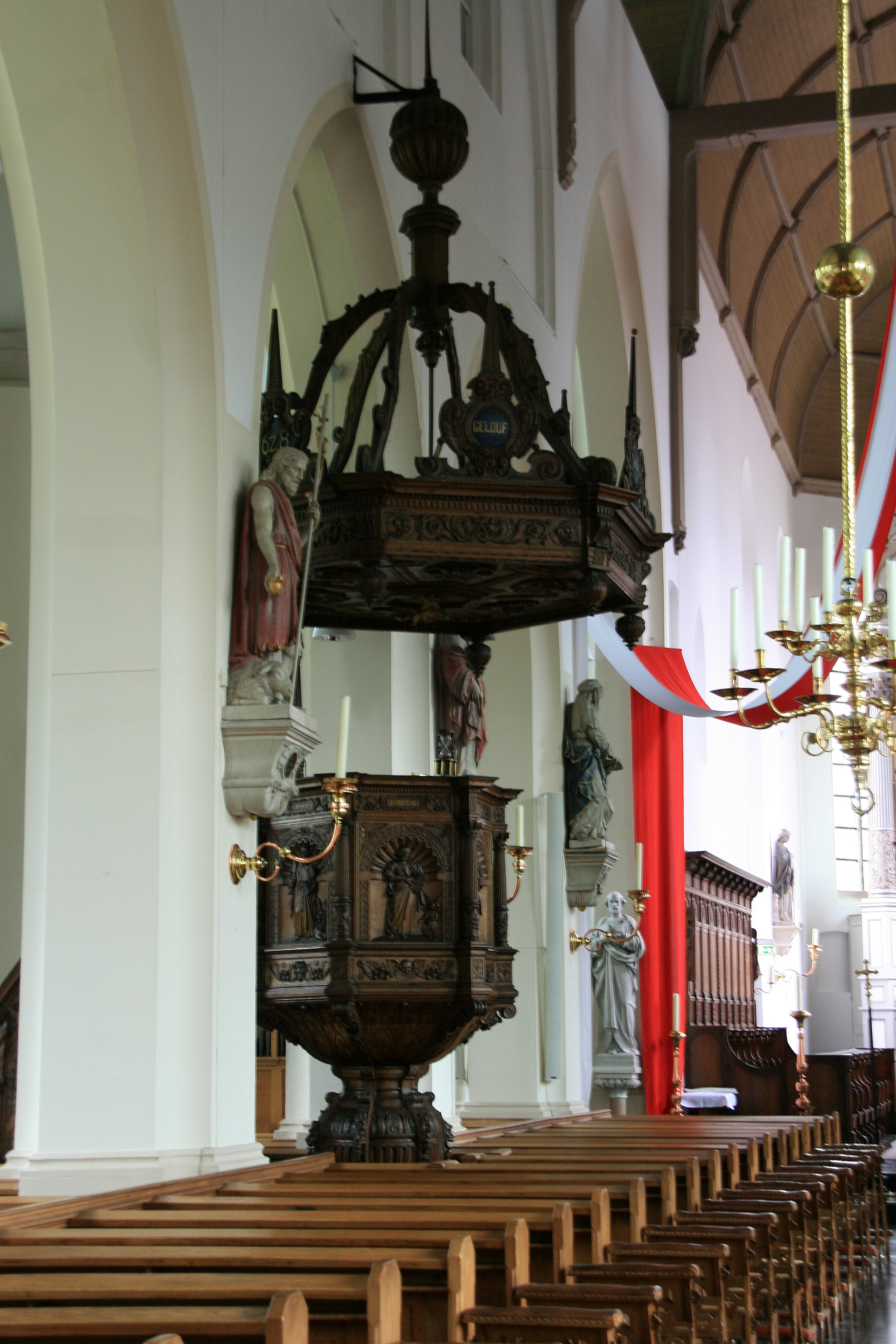
Kanzel

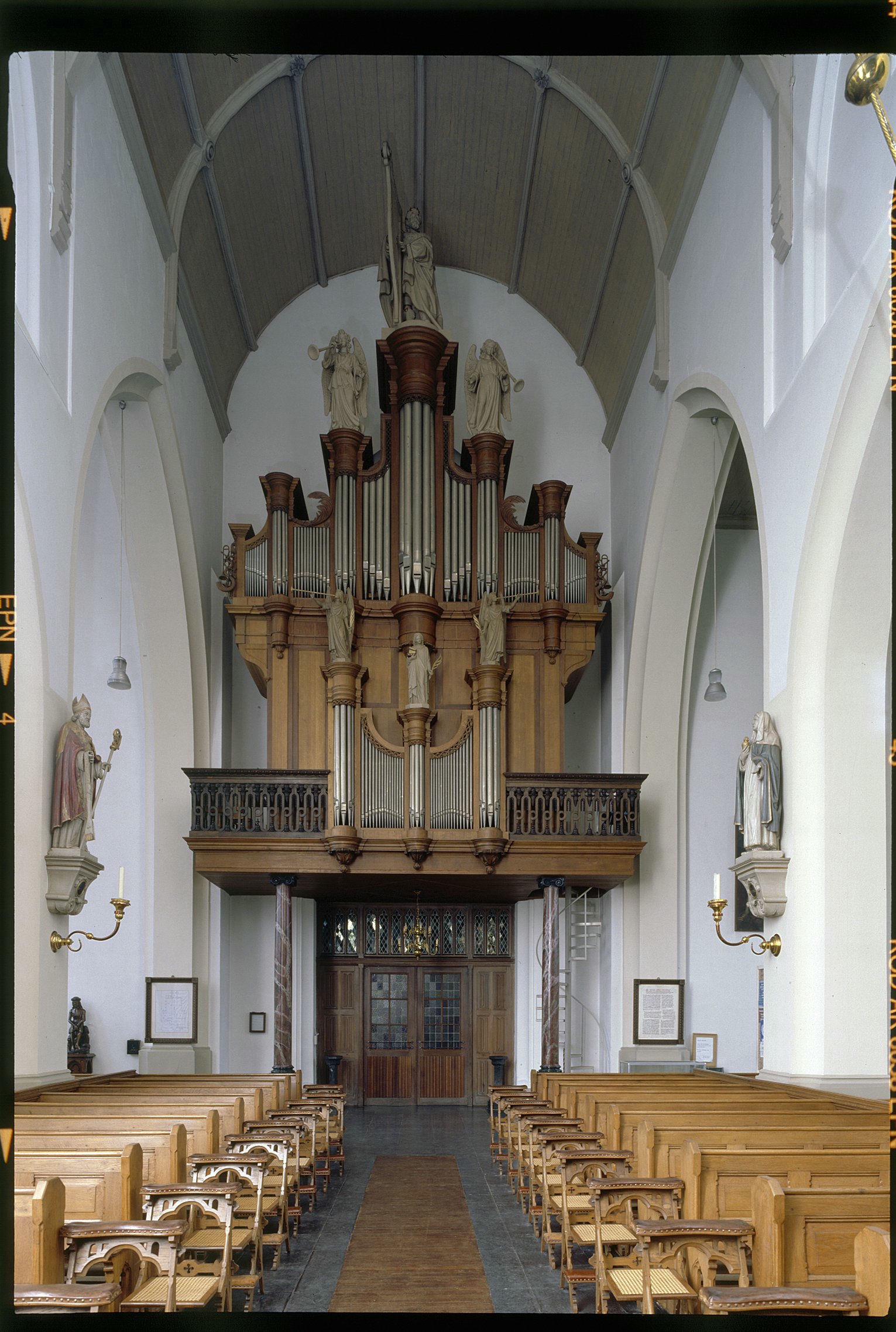
Orgelprospekt mit Rückpositiv

Die römisch-katholische Kirche St. Petri Ketten (niederländisch Sint-Petrus’-Bandenkerk) in Hilvarenbeek in der Provinz Noord-Brabant in den Niederlanden ist eine spätgotische Pseudobasilika mit Kreuzgrundriss und einem 74,5 Meter hohen Turm, der damit zu den 47 höchsten Türmen in den Niederlanden gehört.

## Geschichte
Die älteste Kirche an diesem Ort stammt aus dem Jahr 990. Sie wurde im Auftrag der Heiligen Hilsondis errichtet. Die Überreste dieser romanischen Tuffsteinbasilika wurden bei einer Restaurierung im Jahr 1965 gefunden. Die Fürstin von (Hilvaren-)beek und Rode, Hildewaris, ließ die Kirche später wiederaufbauen. Im Jahr 1157 wurde die Kirche als eine der ersten in Brabant zur Stiftskirche erhoben.
Um 1300 wurde die kleine Kirche im gotischen Stil umgebaut. Zehn Pfeiler des früheren Gebäudes wurden beibehalten. Später erfolgten weitere Umbauten und Erweiterungen, die wichtigsten im 16. Jahrhundert. Im Mauerwerk ist noch viel Tuffstein zu finden.
Das Kirchenschiff stammte ursprünglich aus dem 14. Jahrhundert, der Chor und das Querschiff aus dem 15. Jahrhundert und wurden 1520 und 1527 verbreitert. Das nördliche Seitenschiff stammt aus dem Jahr 1557, und das südliche Seitenschiff wurde 1587 nach einem Brand im Jahr 1583 vergrößert und ist wesentlich breiter als das nördliche Seitenschiff.
Auch der Turm wurde 1448 durch einen Brand zerstört und wiederaufgebaut, aber 1615 brach in der Kirche erneut ein Brand aus. Dabei gingen der Lettner, die Orgel und auch das Archiv verloren.
Der Turm wird als einer der schönsten in Nordbrabant bezeichnet und ist ein Höhepunkt der Kempener Gotik. Der Turm diente als Vorbild für den fast identischen Turm von Asperen. Er wurde um 1450 erbaut und um 1550 mit reichen Verzierungen wie Blenden, Fialen, Balustraden und Strebepfeilern versehen. Der Kirchturm stammt aus dem Jahr 1615 und hat eine Haube, die von einer offenen Laterne mit Kuppel bekrönt wird.
Von 1648 bis 1799 wurde die Kirche von der reformierten Gemeinde genutzt, danach wurde sie an die Katholiken zurückgegeben. Ein großer Teil der Innenausstattung, wie Statuen und Glasfenster, wurde entfernt, aber die Kanzel, die Kronleuchter und das Chorgestühl blieben erhalten. Die Katholiken vervollständigten die Innenausstattung danach wieder. Zu Beginn des 19. Jahrhunderts erwarben sie eine Reihe von Ausstattungsstücken.
Eine Restaurierung fand von 1962 bis 1965 statt.

## Architektur
Die älter erscheinenden Statuen des Apostels Petrus mit Fischernetz (links) und des heiligen Adrianus Janssen (Adriaan van Hilvarenbeek) mit Monstranz und Galgenstrick (rechts), die den Eingang flankieren, stammen aus den 1950er Jahren und wurden von J. Kreykamp angefertigt.
Im unteren Teil des Turms, über dem sich ein Sterngewölbe befindet, hängen die Glocken. Die Glocken werden immer noch von Hand geläutet, bei Beerdigungen traditionell von Frauen. Eine Statue in diesem Raum erinnert an diesen Brauch. Das Kirchenschiff ist von einem Tonnengewölbe bedeckt. In der Kirche befindet sich ein – jetzt zugemauertes – Fenster, durch das die Insassen des benachbarten Dorfgefängnisses noch immer die Messe besuchen konnten. Dies blieb bis 1849 der Fall. Die Sakristei aus dem 16. Jahrhundert, die sich an der Südseite des Chors befindet, weist ein seltenes Rippengewölbe auf. Hier wurden früher die für die Armen bestimmten Lebensmittel gelagert.
An der Südseite wurde 1924 eine Marienkapelle errichtet, die eine Pfahlmadonna aus dem Jahr 1775 beherbergt. In der Nähe des Südportals befindet sich ein Wandgemälde aus dem 15. Jahrhundert, das den Propst Johannes van Nispen mit seinem Wahlspruch „Gott sei mir Sünder gnädig“ darstellt.
Seit 2015 ist die Vorderseite des Turms während des Karnevals mit Augen, einer Nase und einem Mund verziert. Der Turm erwacht zum Leben, wenn Schêêve Peer, der älteste Einwohner von Hilvarenbeek, sich auf spielerische Art und Weise zu Wort meldet. Schêêve Peer spricht zum Beispiel mit den Menschen, wenn sie zum Karneval ein- und ausgehen, und er spricht mit dem Prinzen von Pezerikken und dem Bürgermeister bei der Schlüsselübergabe. Er äußert sich auch über den vergangenen Karneval zum Abschluss des Klèèn und Grôôt und dankt allen für die Geselligkeit im Dorf.

## Inneres
Der Hochaltar aus dem Jahr 1865 ist im neobarocken Stil gehalten. Er wurde mehrmals verkleinert. Die drei Statuen stammen von dem früheren Altar.
Das Chorgestühl ist im Renaissance-Stil gehalten und stammt aus den Jahren 1609–1621. Sie wurden von einem örtlichen Schreiner hergestellt. Die Eichenkanzel stammt aus dem Jahr 1628. In ihr sind die vier Evangelisten und der Salvator Mundi dargestellt. Auf dem Geländer sind die zwölf Apostel abgebildet.
Die Seitenaltäre werden von den Schützengilden des Heiligen Georg und des Heiligen Sebastian genutzt. Sie wurden möglicherweise in Frankreich erworben und stammen aus dem 18. Jahrhundert. Die Statuen (1729) stammen von Walter Pompe, einem Künstler aus Litauen, der in Antwerpen arbeitete.
Die Beichtstühle im Barockstil stammen aus dem späten 17. Jahrhundert und wurden angekauft. An der Rückseite der Kirche steht die hölzerne Statue von Christus in der Rast, die um 1600 entstanden ist.
Die Orgel wurde zwischen 1839 und 1843 von Bernard Petrus van Hirtum gebaut. Sie hat 28 Register auf zwei Manualen und Pedal.
Zwei Kupferkronleuchter aus dem 16. Jahrhundert sind erhalten, von denen einer eine Ritterfigur zeigt. Die Kreuzwegstationen sind modern und wurden im Jahr 2000 aufgestellt. Sie wurden von Martien van Woerkum geschaffen. Einige der früheren Kreuzwegstationen aus dem Jahr 1841 sind noch erhalten.